# Beat Box
Beat Box – singiel amerykańskiego rapera SpotemGottema. Został wydany 20 kwietnia 2020 r. Jego pierwszy remiks zatytułowany „Beat Box 2”, z udziałem amerykańskiego rapera Pooh Shiesty’ego, został wydany 18 grudnia 2020 r. Wraz z teledyskiem i jako główny singel debiutanckiego mixtape SpotemGottema, Final Destination. Producentem piosenki jest Damn E.

## Remiksy
Pierwszy remiks sprawił, że piosenka stała się virallem w aplikacji TikTok, a później zadebiutowała na liście przebojów. Amerykański raper DaBaby wydał freestyle’ową wersję utworu, została potem przerobiona na drugi remiks, zatytułowany „Beat Box 3”, wydany 18 lutego 2021 roku. Trzeci remiks utworu z gościnnym udziałem raperki Mulatto, nazwany „Big Latto Mix”, został wydany 13 marca 2021 roku. Czwarty remiks powstał 26 marca 2021 roku z jamajską artystką dancehall Shenseea. Piąty remiks, zatytułowany „Beat Box 4”, został wydany 16 kwietnia 2021 r. i zawierał gościnny udział rapera NLE Choppa. 23 kwietnia 2021 roku ukazał się kolejny remiks zatytułowany „Beat Box 5” z raperem Polo G.

## Tło
„Beat Box” został wydany w kwietniu 2020 roku jako singel. Przed wydaniem remiksu z Pooh Shiesty’em, oryginalna wersja „Beat Box” zgromadziła już ponad sześć milionów wyświetleń na YouTube. Do stycznia 2021 roku remiks zebrał ponad 2,8 miliona odtworzeń na Spotify. Pomogły mu w tym virallowe filmy z aplikacji TikTok.

## Kompozycja i tekst
Produkcja „Beat Box” została opisana jako zawierająca „paraliżująca basową perkusję”. SpotemGottem rapuje o brutalnej strzelaninie i o swoim pistolecie. Refren piosenki został spopularyzowany w klipach wideo na TikToku. W piosence SpotemGottem zniekształca swój głos przez co brzmi podobnie jak raper Playboi Carti.

## Odbiór
Kristin Corry z Vice porównała wokale SpotemGottema do Lil Wayne’a i Kodak Blacka, stwierdziła też, że „w wieku 18 lat ma wielką energię i charyzme”. Mark Elibert z HipHopDX nazwał piosenkę niezaprzeczalnym hitem i „bangerem”.

## Sukces komercyjny
Dzięki virallowemu sukcesowi piosenka zadebiutowała pod numerem 84 na liście Billboard Hot 100 30 stycznia 2021 roku, stając się debiutem SpotemGottema na liście przebojów. Po wydaniu remiksów „Beat Box 3” i „Beat Box 4”, piosenka osiągnęła numer 12 na liście Hot 100 i numer 6 na liście Hot R&B/Hip-Hop 24 kwietnia 2021 roku.

## Teledysk
Oficjalny teledysk został wydany wraz z piosenką 20 kwietnia 2020 roku. Na teledysku można zobaczyć SpotemGottema wyrywającego się z kaftana bezpieczeństwa i pokazującego cały arsenał broni.

## „Beat Box 3”
DaBaby wydał swoją własną wersję freestyle piosenki 18 lutego 2021 roku, wraz z wideo, w którym wykonuje taniec do piosenki. Jego freestyle został przerobiony na remiks i oficjalnie wydany jako „Beat Box 3” 26 lutego.

### Kontrowersyjny tekst
W swoim freestyle’u DaBaby rapuje o swoim „beztroskim podejściu do życia, pieniędzy i interakcji z kobietami”, jednocześnie „obrażając” SpotemGottema. Obraża on również piosenkarkę, Jojo Siwe: „Czarnuchu, jesteś suką, JoJo Siwa (suka)”. Ten wers wywołał kontrowersje, jednak DaBaby wyjaśnił, że była to gra słów: „Ja ‘Siwa’ Nie jestem jak reszta z was czarnuchów”. Jest to połączenie pseudonimu JoJo ze skrótem od jego prawdziwego imienia Jonathan.

### Odbiór
Mark Elibert i Michael Saponara z HipHopDX nazwali freestyle „blazing”, podczas gdy Wongo Okon z Uproxx nazwał freestyle DaBaby’ego „braggadocios”. Paul Duong z Rap Radar powiedział, że wers DaBaby’ego dodaje „więcej paliwa do tej piosenki”. Jade Dadalica z GRM Daily powiedziała, że DaBaby dostarcza „kilka szybkich i dowcipnych tekstów razem z chwytliwym podkładem muzycznym”.

## Inne wersje
Piosenkę zremiksowało wielu raperów. Raper z Chicago Calboy wydał swój „BeatBox Freestyle” 13 stycznia 2021 roku. Inny raper z Chicago, Lil Eazzyy, wydał swoją wersję 1 lutego 2021 roku. Deante 'Hitchcock wydał swoją wersję piosenki 9 marca 2021 roku. 11 marca 2021 Mulatto wypuściła freestyle do piosenki, który potem stał się oficjalnym remiksem. Dwa dni później raper Renni Rucci zaśpiewał swoim własnym stylem „BeatBox Freestyle”. „BeatBox” była jedną z trzech piosenek, których Polo G wykorzystał w swojej piosence „For My Fans (Freestyle)”, i jedną z dwóch piosenek, których Lil Yachty wykorzystał w swojej piosence „No More Beatboxing Freestyle”. W dniu 26 marca 2021 r. Ukazał się remiks piosenki z jamajską artystką Shenseea po wydaniu jej freestyle’owej wersji. Tego samego dnia Dreezy obchodziła swoje urodziny i wydała utwór „Beatbox Birthday Freestyle”. Inni raperzy, którzy też zremiksowali piosenkę, to Young M.A i NLE Choppa. Wersja NLE Choppy stała się kolejnym oficjalnym remiksem piosenki o nazwie „BeatBox 4”.

## Pozycje na listach
| Lista (2021)                          | Pozycja |
| ------------------------------------- | ------- |
| Kanada (Canadian Hot 100)             | 55      |
| USA Billboard Hot 100                 | 12      |
| USA Hot R&B/Hip-Hop Songs (Billboard) | 6       |
| USA Rhythmic (Billboard)              | 24      |

| Lista (2021)         | Pozycja |
| -------------------- | ------- |
| Nowa Zelandia (RMNZ) | 21      |